# Centertown (Tennessee)
Centertown város az Amerikai Egyesült Államok Tennessee államában, Warren megyében. Lakosainak száma 297 fő (2020. április 1.).

## Népesség
A település népességének változása:

| 2010 | 243 |
| 2020 | 297 |